# Кэри, Генри, 1-й виконт Фолкленд
Ге́нри Кэ́ри, 1-й вико́нт Фо́лкленд (англ. Henry Cary, 1st Viscount Falkland; 1575/1576 — сентябрь 1633) — английский аристократ и политический деятель, 1-й виконт Фолкленд (1620—1633).

## Биография
Генри Кэри был старшим сыном Эдварда Кэри и его супруги Кэтрин Найветт, дочери сэра Генри Найветта и Анны Пикеринг. В 1590 году поступил в Грейс-инн, после окончания которого был принят в Эксетер-колледж, один из колледжей Оксфордского университета.
В 1599 году граф Эссекс посвятил его в рыцари, спустя два года в 1601 году был избран в парламент от округа Хартфордшир. В 1618 году был назначен контролёром королевского двора, должность которого занимал до 1622 года.
В 1620 году ему был пожалован титул виконта Фолкленд, благодаря чему он был возведён в шотландское пэрство. В 1622 году Кэри был назначен лордом-наместником Ирландии, где он стал противником распространения католицизма, изгоняя католических священников. В январе 1624 года был получен приказ правительства, которое запрещал крайние меры, ограничиваясь лишь запретом религиозных собраний.
В сентябре 1626 года, Кэри созывал дворянство Ирландии, на котором обсуждались предложения короля Карла I, которые касались устранения религиозных противоречий. Кэри неудачно вёл переговоры с дворянством и они затягивались и в мае 1628 года было принято, что Ирландия выделит 4000 фунтов стерлингов на содержание английской армии. У Кэри возникали разногласия с дворянством Ирландии и его противники настаивали на действиях против него, обвиняя его в ряде злоупотреблений. В августе 1629 года Кэри был отозван из Дублина в Лондон, где с него были сняты все обвинения, но в Ирландию он не вернулся.
Он продолжал служить в Тайном совете, членом которого оставался до своей смерти. Скончался в сентября 1633 года после ампутации ноги, которую повредил при падении; был похоронен в Олденхеме (Хартфордшир).

## Семья
Был женат на Элизабет Танфилд, дочери Лоуренса Танфилда и Элизабет Саймондс. У супругов было 11 детей (4 сыновей и 7 дочерей), среди которых были:
- Люшиус Кэри (1610 — 20 сентября 1643), наследовал отцу, погиб в Первой битве при Ньюбери;
- Анна Кэри[англ.] (1614—1671), фрейлина королевы Генриетты Марии;
- Люси Кэри[англ.] (1619—1650), монахиня;
- Патрик Кэри[англ.] (ок. 1623 — 1657), поэт.